# Пой
Пой е топка, вързана на въже, използвана в жонглирането с огън. Използва се като се държи с ръце и се върти в различни кръгови движения около тялото, наподобяващи въртенето на бухалки.
Първите, които са практикували пой са били маорите от Нова Зеландия (думата „пой“ означава топка на маорски). Жените са го използвали, за да увеличат гъвкавостта на ръцете и китките си, а мъжете са го използвали за развиване на сила и координация. По-късно се е развил в традиционен танц, практикуван от мъже и жени. Днес пой се е разпространил отвъд културата на маорите и се е превърнал хоби, упражнение, изкуство и дори част от така наречената „улична култура“.
Пой се счита за форма на жонглиране и затова танцьори с пой често могат да бъдат видени да практикуват заедно с жонгльори, въртячи на тояги и други подобни изпълнители. Различните форми на пой включват светещ пой (с топки, в които има светодиоди), огнен пой (с топки, направени от кевоар, които се потапят в гориво и се палят) и вятърен пой (с панделки, закачени на топките).